# Gorgone brachygonia
Gorgone brachygonia là một loài bướm đêm trong họ Noctuidae.